# Asus Eee PC
Der Eee PC [iː piː siː] war eine Serie von Netbooks des Computerherstellers Asus. Das Akronym „Eee“ steht für den Werbespruch „Easy · Excellent · Exciting“ (einfach, exzellent, aufregend) bzw. „Easy to Learn, Easy to Work, Easy to Play“.

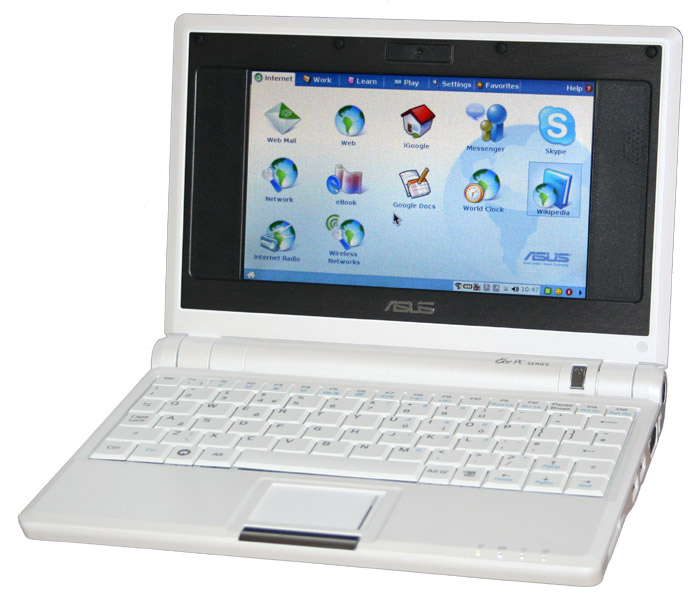
Eee PC – 4G (701) von Asus

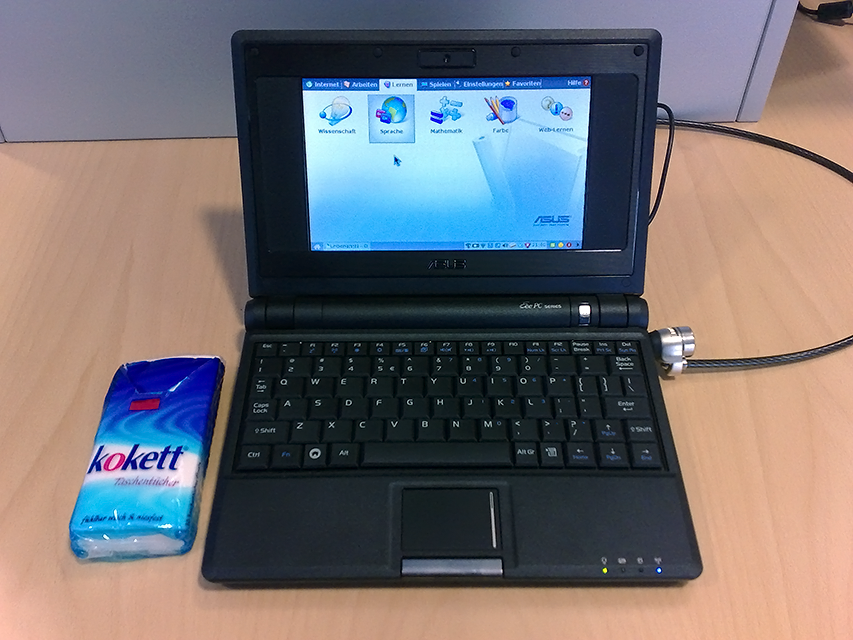
Größenvergleich zwischen dem Eee PC und einem Päckchen Taschentücher

## Geschichte
Die Geräte der Eee-PC-Serie waren vor allem für den Massenmarkt in Schwellenländern gedacht, wogegen sie in Industrienationen mit deutlicher Verzögerung als Lifestyle-Produkte erschienen sind.
Mit dem Erscheinen des ersten iPad 2010 und der darauf folgenden Entwicklung von Tablets wurde die Entwicklung des Eee-PC eingestellt. Inzwischen sind Netbooks allgemein zur Seltenheit geworden.
Das erste Gerät war der Eee PC 700, ein Subnotebook, welches zu einem für diese Kategorie sehr niedrigen Preis angeboten wurde. Von Intel wurde für diese Geräteklasse im Februar 2008 die Bezeichnung Netbook eingeführt. Das Gerät wurde seit dem 16. Oktober 2007 in Taiwan angeboten, es folgten die USA Anfang November 2007 und Großbritannien Mitte November 2007. In Deutschland und Österreich begann der Verkauf am 24. Januar 2008, allerdings zunächst nur in einer Version (Eee PC 701 4G) und in zwei verschiedenen Farbausführungen (schwarz und perlweiß).
In allen Ländern kam es zu Engpässen bei der Auslieferung, da die Nachfrage das Angebot, dessen Umfang Asus nicht bekannt gab, überstieg. Die große Nachfrage führte zu einer ganzen Reihe ähnlicher Geräte von Mitbewerbern.
Das Nachfolgemodell Eee PC 900 kam am 26. Juni 2008 in Deutschland auf den Markt. Am 18. August 2008 folgte der Eee PC 901, der einen Intel-Atom-Prozessor als CPU hatte. Am 4. September 2008 erschien der Eee PC 1000H, der über ein 10-Zoll-Display, eine 160-GB-Festplatte, eine 1,3-Megapixel-Webcam, Bluetooth und eine n-WLAN-Schnittstelle verfügte. Bei Markteinführung kosteten die Nachfolgeprodukte (zum Teil erheblich) mehr als der Eee PC 701 4G bei seiner Markteinführung (299 Euro).
Im Juni 2009 zeigte Asus eine Variante mit Snapdragon-Prozessor – als erstes PC-ähnliches Gerät auf ARM-Basis (nach Acorn) mit Googles Android als Betriebssystem. Das Gerät wurde jedoch nur als Prototyp präsentiert und gelangte nicht in den Verkauf.

## 70x-Serie
Das erste Modell des Eee PC hat ein Display mit einer Bildschirmdiagonalen von 7 Zoll und einer Auflösung von 800×480 Pixeln. Als Prozessor dient bei der Serie 701 ein untertakteter Celeron Mobile Prozessor (ULV353), der mit 630 anstatt 900 MHz betrieben wird. Beim Eee PC 700 2G surf, dem einfachsten, in Europa nicht angebotenen Modell, hat der Prozessor nur 570 MHz. Als Grafikchip wird bei allen Modellen ein Intel 915GML eingesetzt, der neben dem internen Display einen VGA-Anschluss hat, über den ein externer Monitor oder Projektor mit einer Auflösung von bis zu 1600×1200 Pixeln betrieben werden kann. Die Modelle haben je nach Ausstattungsvariante zwischen 256 (700er) und 1024 MB Arbeitsspeicher.
Für den Klang sind Stereo-Lautsprecher vorhanden, die durch einen High-Definition-Audio-Chipsatz angesteuert werden. Zudem sind ein Mikrofon sowie Audio-Ein- und Ausgang vorhanden. Ein optisches Laufwerk (CD/DVD) ist nicht vorhanden. Statt einer Festplatte ist ein Solid State Drive mit – je nach Ausstattungsvariante – 2 bis 8 GB Speicherkapazität verbaut. Alle Modelle verfügen über einen 10/100-MBit-LAN-Anschluss, 11/54-MBit-WLAN (Atheros-Chipsatz), drei USB-2.0-Anschlüsse, einen Cardreader für MMC / SD/SDHC- sowie einen PCI-Express-Mini-Card-Steckplatz.
Insgesamt gibt es vom Eee PC im Ausland vier Ausstattungsvarianten und in den Farben Pink, Grün, Blau sowie Schwarz und Weiß. Unterscheidungsmerkmale sind in erster Linie die Kapazität des Arbeitsspeichers, die Größe des Solid State Drive und die Kapazität des Akkus. Zusätzlich verfügen einige Varianten über eine eingebaute Webcam. In Deutschland ist die Verfügbarkeit nach wie vor auf das 4G-Modell mit Webcam in den Farben schwarz und weiß beschränkt.
Das Gerät hat eine Größe von 225 mm × 165 mm bei einer Höhe von 21 mm bis 35 mm und wiegt mit Akku 920 g (Modell 4G). Damit ist der Eee PC wesentlich kleiner und leichter als preislich vergleichbare Notebooks.
|                 | Eee PC – 2G surf (700)              | Eee PC – 4G surf (701) | Eee PC – 4G (701)                              | Eee PC – 8G (701)                              |
| CPU             |                                     |                        |                                                |                                                |
| Cache L1        | 32 KByte + 32 KByte                 | 32 KByte + 32 KByte    | 32 KByte + 32 KByte                            | 32 KByte + 32 KByte                            |
| Cache L2        | 0 KByte                             | 512 KByte              | 512 KByte                                      | 512 KByte                                      |
| Taktfrequenz    | 570 MHz (untertaktete 800-MHz-CPU)  | 900 MHz                | 630 MHz (untertaktete 900-MHz-CPU, 70 MHz × 9) | 630 MHz (untertaktete 900-MHz-CPU, 70 MHz × 9) |
| Front Side Bus  | 400 MHz                             | 400 MHz                | 400 MHz                                        | 400 MHz                                        |
| Arbeitsspeicher |                                     |                        |                                                |                                                |
| Größe           | anfangs 256 MByte, später 512 MByte | 512 MByte              | 512 MByte                                      | 1024 MByte                                     |
| Massenspeicher  |                                     |                        |                                                |                                                |
| Kapazität       | 2 GByte                             | 4 GByte                | 4 GByte                                        | 8 GByte                                        |
| Multimedia      |                                     |                        |                                                |                                                |
| Kamera          | nein                                | nein                   | 0,3 Megapixel                                  | 0,3 Megapixel                                  |
| Stromversorgung |                                     |                        |                                                |                                                |
| Kapazität       | 4400 mAh (33 Wh)                    | 4400 mAh (33 Wh)       | 5200 mAh (39 Wh) / seit Apr. 2008: 4400 mAh    | 5200 mAh (39 Wh) / seit Apr. 2008: 4400 mAh    |
| Betriebsdauer   | 2 h 45 min (12 W)                   | 2 h 45 min (12 W)      | 3,3 h (11 W) / 2,8 h (11 W)                    | 3,3 h (11 W) / 2,8 h (11 W)                    |

### Software

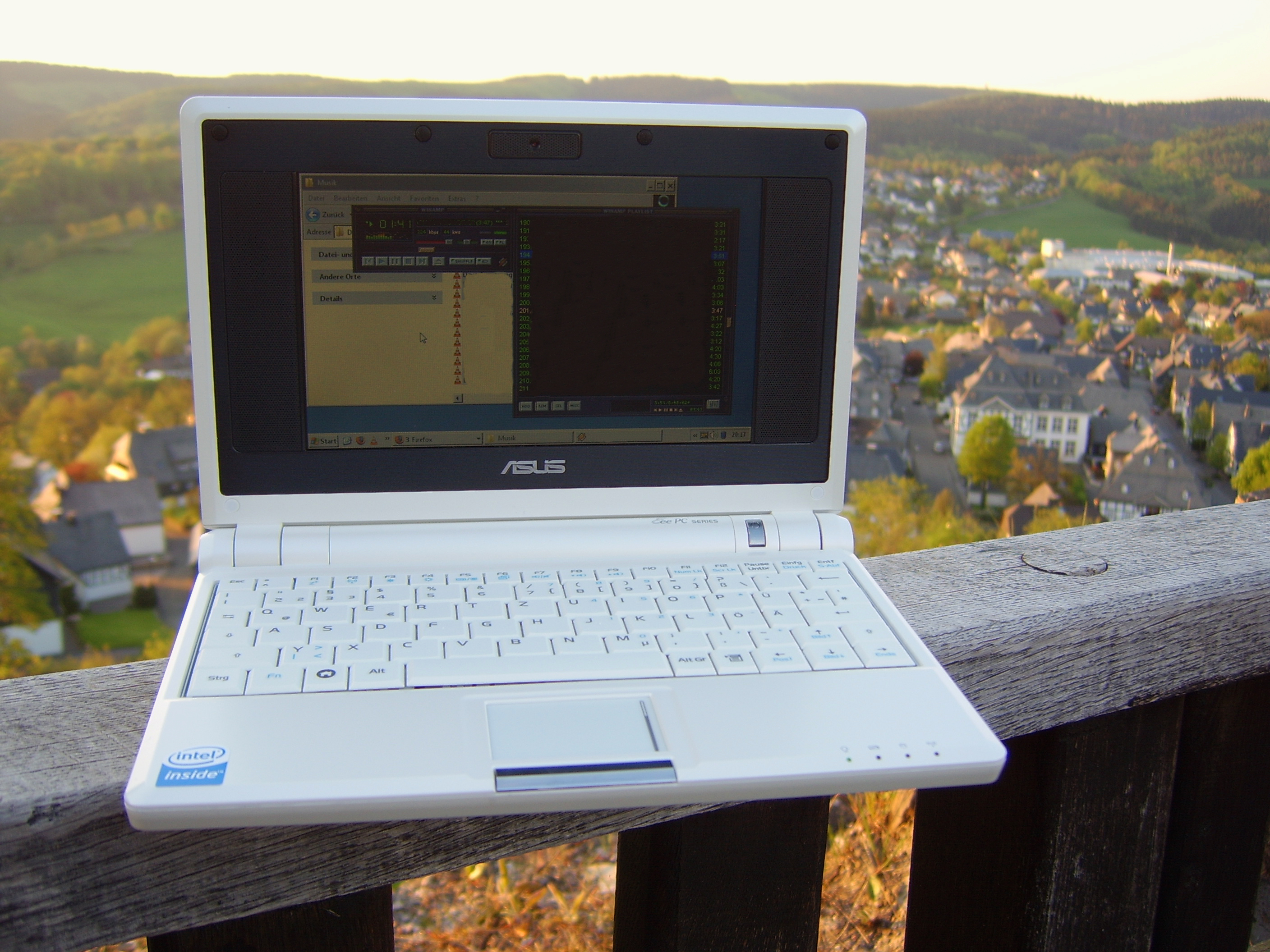
Asus Eee PC – 4G (701)

Ausgeliefert wird der Eee PC 700/701 im Easy Mode des vorinstallierten Linux-Derivates Xandros. In diesem Modus werden die Anwendungsprogramme über eine in mehrere Kategorien (Internet, Arbeit, Lernen, Spielen, Einstellungen, Favoriten) gegliederte Oberfläche mit besonders großen und bunten Symbolen aufgeteilt. Der Easy Mode basiert auf dem Fenstermanager iceWM, der für eine Microsoft-Windows-XP-artige Anmutung der Fenster sorgt und ansonsten vor allem eine Statusleiste am unteren Bildschirm beiträgt. Vorinstalliert sind auch der KDE-Desktop und der im Textmodus arbeitende Dateimanager Midnight Commander.
Die Installation eines beliebigen anderen Betriebssystems ist möglich, jedoch durch die Hardware begrenzt. Von den Linux-Distributionen Xubuntu existiert beispielsweise eine speziell angepasste Version; für viele andere Systeme finden sich im Internet Anleitungen. Die meisten davon unterstützen den Asus EeePC „out of the box“, also ohne spezielle Anpassungen vornehmen zu müssen. Für Microsoft Windows XP stehen Treiber bereit, allerdings wird die Bedienung in der Standard-Bildschirmauflösung erschwert, da Dialogboxen von Windows XP unter Umständen nicht vollständig angezeigt werden können. Die Installation von Microsoft Windows Vista ist zwar auf Modellen mit wenigstens 8 GB Festspeicher grundsätzlich möglich, das System ist aber aufgrund der kaum über den von Microsoft für diese genannten Systemanforderungen liegenden Leistung nur bedingt nutzbar.

## 90x-Serie

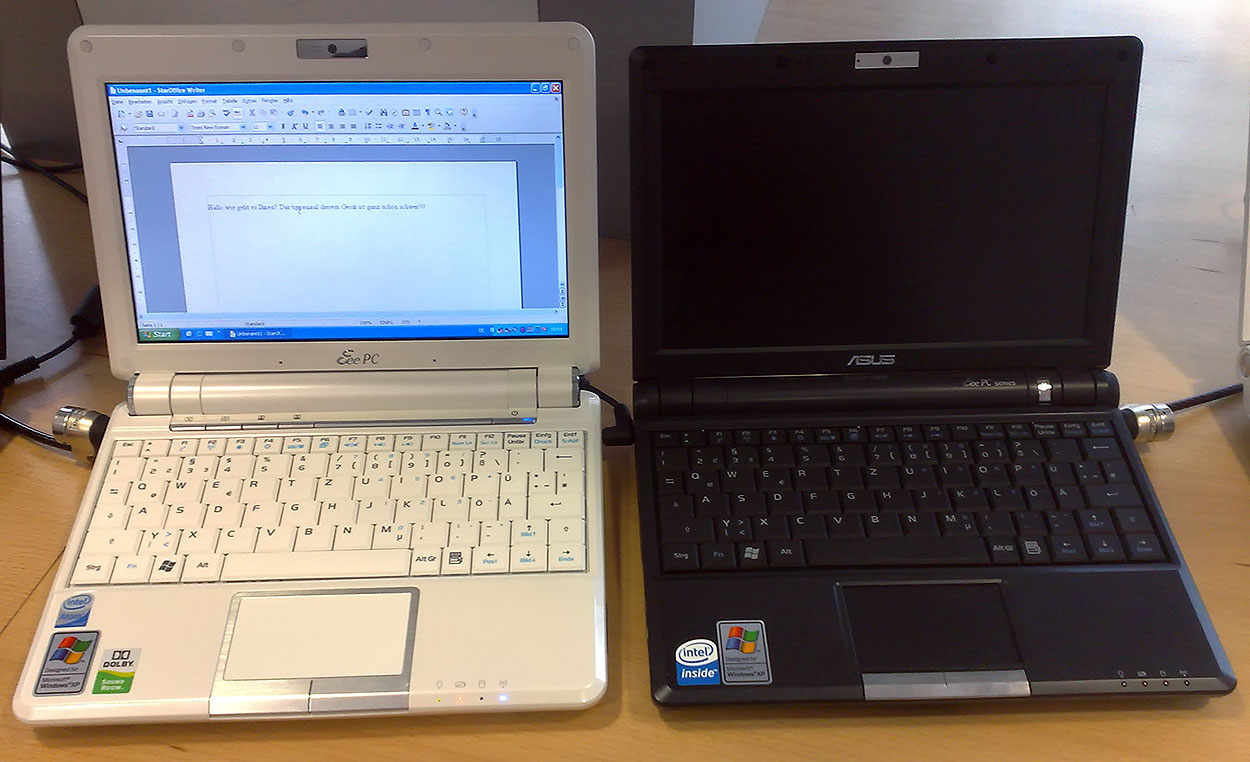
Asus Eee 901 (weiß) neben Eee 900 (schwarz)

Nachdem immer wieder Gerüchte über Modelle mit einem größeren Display kursierten und Asus auch derartige Modelle auf Messen ausgestellt hat, wurde auf der CeBIT 2008 unter dem Namen Eee PC 900 eine Modellreihe mit einem deutlich größeren Display von 8,9″ und einer Auflösung von 1024×600 Pixeln vorgestellt. Das Modell verfügt mit Windows-Lizenz über einen 12 GB, mit Linux über einen 20 GB großen Festspeicher. Asus investiert dabei das mit der Windows-Lizenz eingesparte Geld in eine größere Kapazität. Bei beiden Ausführungen sind 4 GB in Form einer SSD eingebaut, die nur durch Öffnung des Gehäuses ausgetauscht werden kann. Darauf wird das Betriebssystem gespeichert. In der Windows-Version sind so zudem 8 GB Flash-Speicher und in der Linux-Version 16 GB Flash-Speicher über einen Mini-PCIe-Steckplatz verbaut. Zur weiteren Ausstattung gehört eine über dem Display integrierte Webcam, die nun 1,3 statt 0,3 Megapixel auflöst. Wie beim Eee PC 701 gibt es weiterhin einen SDHC-Speicherkartensteckplatz, drei USB-Ports sowie einen D-Sub-VGA-Ausgang. Auch der Kopfhörerausgang sowie Mikrofoneingang sind wie gehabt als 3,5-mm-Klinkenbuchse integriert. Dafür kostet das neue Modell in Deutschland ab dem Erscheinungstermin 26. Juni 2008 100 € mehr, also 399 €. Die Lautsprecher sind nun auf der Gehäuseunterseite angebracht. Als Prozessor setzt die 900er-Serie weiterhin auf den Intel Celeron mit 900 MHz.
Das neuere Modell Eee PC 900 mit 8,9"-Display ist in Deutschland nur in der 12-GB-Version mit Windows XP Home verfügbar, in der Schweiz ausschließlich als 20-GB-Modell mit Linux. Da laut Presseberichten auch in Deutschland ein Linux-Modell eingeführt werden sollte, brachte Asus verspätet das Modell 900A  auf den deutschen Markt. Dabei handelt es sich um einen mit Atom-Prozessor ausgestatteten Eee PC 900, der allerdings nur über 8 GB Flash-Speicher verfügt. Die unverbindliche Preisempfehlung des Herstellers lag bei 299 €.
Der Eee PC 900A wird mit einer Linux-Distribution ausgeliefert, Treiber für Windows XP liegen bei.
Inzwischen ist auch der Eee PC 901 mit einem Intel-Atom-Prozessor statt des Celeron M, einem Akku mit größerer Kapazität und einem integrierten Bluetooth-Modul verfügbar. Durch den effizienteren Prozessor und die Vergrößerung der Akkukapazität wurde die Akkulaufzeit erheblich verlängert. In Deutschland erschien der Eee PC 901 am 18. August 2008, jedoch wie zuvor der Eee PC 900 nur in der Windows-Variante mit 12 GB Speicher.
In Deutschland wurde ab dem 7. November 2008 auch das Modell Eee PC 900HD angeboten, ein Eee PC 900 bei dem statt der SSD eine Festplatte mit 160 GB zum Einsatz kommt.
Der Eee PC 901Go verfügt über ein eingebautes UMTS-Modem mit HSPA (HSDPA+HSUPA), 16 GB SSD und ist wahlweise in weiß oder schwarz, mit Windows XP Home oder Linux erhältlich.
Im November 2008 kam der Eee PC 904HD auf den deutschen Markt, der eine große Tastatur wie der Eee PC 1000(H) hat. Er ist wie alle Modelle der 90x-Reihe mit einem 8,9" -Display ausgestattet, mit einem Rahmen um den Bildschirm. Der Eee PC 904HD verfügt über einen 900-MHz-Celeron-M-Prozessor.
|                 | Eee PC 900                                  | Eee PC 900A             | Eee PC 901                                  | Eee PC 901Go                         |
| CPU             |                                             |                         |                                             |                                      |
| Cache L1        | 32 KByte + 32 KByte                         | 32 KByte + 24 KByte     | 32 KByte + 24 KByte                         | 32 KByte + 24 KByte                  |
| Cache L2        | 512 KByte                                   | 512 KByte               | 512 KByte                                   | 512 KByte                            |
| Taktfrequenz    | 900 MHz Intel Celeron M 353                 | 1,6 GHz Intel Atom N270 | 1,6 GHz Intel Atom N270                     | 1,6 GHz Intel Atom N270              |
| Front Side Bus  | 400 MHz                                     | 533 MHz                 | 533 MHz                                     | 533 MHz                              |
| Arbeitsspeicher |                                             |                         |                                             |                                      |
| Größe           | 1024 MByte                                  | 1024 MByte              | 1024 MByte                                  | 1024 MByte                           |
| Massenspeicher  |                                             |                         |                                             |                                      |
| Kapazität       | 12 GByte (Windows XP Home)/20 GByte (Linux) | 8 GByte (Linux)         | 12 GByte (Windows XP Home)/20 GByte (Linux) | 16 GByte (Windows XP Home und Linux) |
| Multimedia      |                                             |                         |                                             |                                      |
| Kamera          | 1,3 Megapixel                               | 0,3 Megapixel           | 1,3 Megapixel                               | 1,3 Megapixel                        |
| Funknetz        |                                             |                         |                                             |                                      |
| WLAN            | Ja                                          | Ja                      | Ja                                          | Ja                                   |
| Bluetooth       | –                                           | –                       | Ja                                          | –                                    |
| UMTS            | –                                           | –                       | –                                           | Ja (mit HSDPA)                       |
| Stromversorgung |                                             |                         |                                             |                                      |
| Kapazität       | 4400 mAh (33 Wh)/5800 mAh (42 Wh)           | 4400 mAh (33 Wh)        | 6600 mAh (49 Wh)                            | 6600 mAh (49 Wh)                     |
| Betriebsdauer   | 2 h 45 min/3 h 30 min                       | 3 h 30 min              | 4 h 15 min–7 h 45 min                       | 4 h 15 min–7 h 45 min                |

## 1000er-Serie

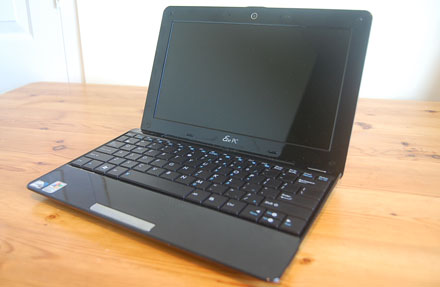
Eee PC 1008HA

Zur Computex 2008 zeigte Asus zwei Eee PCs mit 10,1-Zoll-Display. Die dadurch einhergehende Vergrößerung des Gehäuses wurde genutzt, um die Tastatur zu vergrößern, womit die 1000er-Serie für das Zehnfingerschreiben besser geeignet ist als die 90x- und 70x-Serien. Die 1000er-Serie wird mit Draft-N-WLAN, Bluetooth, eine 1,3-Megapixel-Webcam und Intels Atom-Plattform ausgestattet. Der Eee PC 1000 ist mit einer 40 GB großen SSD ausgestattet, der Eee PC 1000H mit einer 2,5-Zoll-Festplatte mit bis zu 160 GB. Der Eee PC 1000H ist als erstes Modell der Reihe seit dem 4. September 2008 in Deutschland erhältlich.
Im März 2009 wurde der Eee PC 1008HA im „Seashell“-Design veröffentlicht. Das Gehäuse wird wahlweise im schwarzen oder weißen Hochglanzkunststoff angeboten und als CPU kommt ein Intel Atom N280 zum Einsatz. Im Oktober 2009 wurde das Model Eee PC 1008P/1008PGO ohne Ankündigung veröffentlicht. Es ist ebenfalls mit einem 10,1-Zoll-Display mit einer Auflösung von 1024×600 Pixel ausgestattet, besitzt allerdings einen Intel Atom N450 CPU. Der Eee PC 1008PGO enthält weiters auch ein integriertes UMTS-Modem.
Im Juni 2008 wurden von der Stiftung Warentest verschiedene Notebooks getestet; wobei der Asus Eee PC 1000H in der Kategorie Netbook mit Note 2,6 am besten abgeschnitten hat. Es wurden zudem noch Geräte der Firmen HP, Dell, MSI, Acer und One getestet.
|                         | Eee PC 1000                                  | Eee PC 1000H                                 | Eee PC 1000HG                                | Eee PC 1000HE                                | Eee PC 1000HD                                | Eee PC 1005HA            | Eee PC 1005P             | Eee PC 1005PE            | See PC 1015PE        |
| CPU                     |                                              |                                              |                                              |                                              |                                              |                          |                          |                          |                      |
| Cache L1                | 32 KByte + 24 KByte                          | 32 KByte + 24 KByte                          | 32 KByte + 24 KByte                          | 32 KByte + 24 KByte                          | 32 KByte + 32 KByte                          | 32 KByte + 24 KByte      | 32 KByte + 24 KByte      | 32 KByte + 24 KByte      | 48 KByte             |
| Cache L2                | 512 KByte                                    | 512 KByte                                    | 512 KByte                                    | 512 KByte                                    | 512 KByte                                    | 512 KByte                | 512 KByte                | 512 KByte                | 1 MB                 |
| Taktfrequenz            | 1,6 GHz Intel Atom N270                      | 1,6 GHz Intel Atom N270                      | 1,6 GHz Intel Atom N270                      | 1,66 GHz Intel Atom N280                     | 900 MHz Intel Celeron M 353                  | 1,6 GHz Intel Atom N270  | 1,66 GHz Intel Atom N450 | 1,66 GHz Intel Atom N450 | 1,66 Intel Atom N570 |
| Front Side Bus          | 533 MHz                                      | 533 MHz                                      | 533 MHz                                      | 667 MHz                                      | 400 MHz                                      | 533 MHz                  | 667 MHz                  | 667 MHz                  | 1333 MHz             |
| Arbeitsspeicher         |                                              |                                              |                                              |                                              |                                              |                          |                          |                          |                      |
| Größe                   | Windows-Versionen 1 GB; Linux-Versionen 2 GB | Windows-Versionen 1 GB; Linux-Versionen 2 GB | Windows-Versionen 1 GB; Linux-Versionen 2 GB | Windows-Versionen 1 GB; Linux-Versionen 2 GB | Windows-Versionen 1 GB; Linux-Versionen 2 GB | 1 GB                     | 1 GB                     | 1 GB                     | 1 GB                 |
| Massenspeicher          |                                              |                                              |                                              |                                              |                                              |                          |                          |                          |                      |
| Kapazität               | 40 GB (SSD)                                  | 160 GB (HDD)                                 | 160 GB (HDD)                                 | 160 GB (HDD)                                 | 80 GB (HDD)                                  | 160 GB (HDD)             | 160 GB (HDD)             | 250 GB (HDD)             | 250 GB (HDD)         |
| Multimedia              |                                              |                                              |                                              |                                              |                                              |                          |                          |                          |                      |
| Kamera                  | 1,3 Megapixel                                | 1,3 Megapixel                                | 1,3 Megapixel                                | 1,3 Megapixel                                | 1,3 Megapixel                                | 0,3 Megapixel            | 0,3 Megapixel            | 0,3 Megapixel            | 0,3 Megapixel        |
| Konnektivität           |                                              |                                              |                                              |                                              |                                              |                          |                          |                          |                      |
| UMTS-Modem integriert   | Nein                                         | Nein                                         | Ja                                           | Nein                                         | Nein                                         | Nein                     | Nein                     | Nein                     | Nein                 |
| Stromversorgung         |                                              |                                              |                                              |                                              |                                              |                          |                          |                          |                      |
| Kapazität               | 6600 mAh (6 Zellen)                          | 6600 mAh (6 Zellen)                          | 6600 mAh (6 Zellen)                          | 8700 mAh (6 Zellen)                          | 6600 mAh (6 Zellen)                          | 4400 mAh (6 Zellen)      | 4400 mAh (6 Zellen)      | 4400 mAh (6 Zellen)      | 47520 mHa (6 Zellen) |
| Betriebsdauer           | noch keine Tests bekannt                     | 5 h 30 min–7 h 30 min                        | 5 h 30 min–7 h 30 min                        | 8 h–9 h 30 min                               | noch keine Tests bekannt                     | noch keine Tests bekannt | noch keine Tests bekannt | 8 h–10 h                 | 8 h-9 H              |
| Verfügbarkeit           |                                              |                                              |                                              |                                              |                                              |                          |                          |                          |                      |
| Bereits erschienen in … | Taiwan und Großbritannien                    | Deutschland                                  | Deutschland                                  | Deutschland                                  | k. A.                                        | Deutschland              | Deutschland              | Deutschland              | Deutschland          |

1. ↑  Microsoft verkauft an die Gerätehersteller die Windows-XP-Home-Lizenzen nur für Geräte mit maximal 1 GB Arbeitsspeicher.

## 1100er- und 1200er-Serie
|                         | Eee PC 1101HA                     | Eee PC 1201HA                     | Eee PC 1201N                    |                     |
| CPU                     |                                   |                                   |                                 |                     |
| Cache L1                | 32 KByte + 24 KByte               | 32 KByte + 24 KByte               | 32 KByte + 24 KByte             | 32 KByte + 24 KByte |
| Cache L2                | 512 KByte                         | 512 KByte                         | 2× 512 KByte                    |                     |
| Taktfrequenz            | 1,33 GHz Intel Atom Z520 (32 bit) | 1,33 GHz Intel Atom Z520 (32 bit) | 1,6 GHz Intel Atom 330 (64 bit) |                     |
| Front Side Bus          | 533 MHz                           | 533 MHz                           | 533 MHz                         |                     |
| Arbeitsspeicher         |                                   |                                   |                                 |                     |
| Größe                   | 1 GB                              | 2 GB                              | 2 GB                            |                     |
| Massenspeicher          |                                   |                                   |                                 |                     |
| Kapazität               | 160 GB (HDD)                      | 250 GB (HDD)                      | 250 GB (HDD)                    |                     |
| Multimedia              |                                   |                                   |                                 |                     |
| Kamera                  | 1,3 Megapixel                     | 0,3 Megapixel                     | 0,3 Megapixel                   |                     |
| Stromversorgung         |                                   |                                   |                                 |                     |
| Kapazität               | 4400 mAh (6 Zellen)               | 4400 mAh (6 Zellen)               | 5600 mAh (6 Zellen)             |                     |
| Betriebsdauer           | 6 h 30 min                        | ?                                 | ?                               |                     |
| Verfügbarkeit           |                                   |                                   |                                 |                     |
| Bereits erschienen in … | Deutschland                       | Deutschland                       | Deutschland                     |                     |

Im Juni 2009 zeigte Asus auf der Computex die neue 1100er-Serie. Diese besitzt ein 11,6-Zoll-Bildschirm und bietet eine Auflösung von 1366×768 Pixel. Als Prozessor wird ein Atom Z520 mit 1,33 GHz Taktfrequenz eingesetzt. Als Betriebssystem ist Windows XP Home (32 bit) vorinstalliert.
Die 1200er-Serie verfügt über einen 12,1-Zoll-TFT und wird mit Windows 7 Home Premium ausgeliefert. Aus diesem Grund sind die Modelle dieser Reihe mit 2 GB Arbeitsspeicher ausgestattet. Zusätzlich verfügt das Modell 1201N über den Nvidia-ION-Chipsatz.

## S-Serie
|                         | Eee PC S101                |
| CPU                     |                            |
| Cache L1                | 32 KByte + 24 KByte        |
| Cache L2                | 512 KByte                  |
| Taktfrequenz            | 1,6 GHz Intel Atom N270    |
| Front Side Bus          | 533 MHz                    |
| Arbeitsspeicher         |                            |
| Größe                   | 1 GB                       |
| Massenspeicher          |                            |
| Kapazität               | 16 GB (SSD) / 160 GB (HDD) |
| Multimedia              |                            |
| Kamera                  | 0,3 Megapixel              |
| Stromversorgung         |                            |
| Kapazität               | 4900 mAh                   |
| Massenspeicher          |                            |
| Betriebsdauer           | 5 h 30 min                 |
| Verfügbarkeit           |                            |
| Bereits erschienen in … | Deutschland                |

Im vierten Quartal 2008 wurde die neue S-Serie vorgestellt. Bei dieser wollte Asus die „alten“ Eigenschaften der Serie mit einem „neuen“ Äußeren kombinieren. Mit dem S101 stellte Asus sein bislang teuerstes Netbook der EeePC-Reihe vor. Während andere Hersteller ihre Mini-Laptops immer günstiger anboten, peilte Asus für den S101 einen Preis von knapp 700 US-Dollar an. Der S101 ist zusammengeklappt nur halb so dick wie seine günstigen Brüder und wiegt nur 1 Kilogramm. Später kam noch der S101 in einer S101H Ausführung auf den Markt, die sich nur in der Festplatte vom anderen Modell unterschied.

## Zubehör

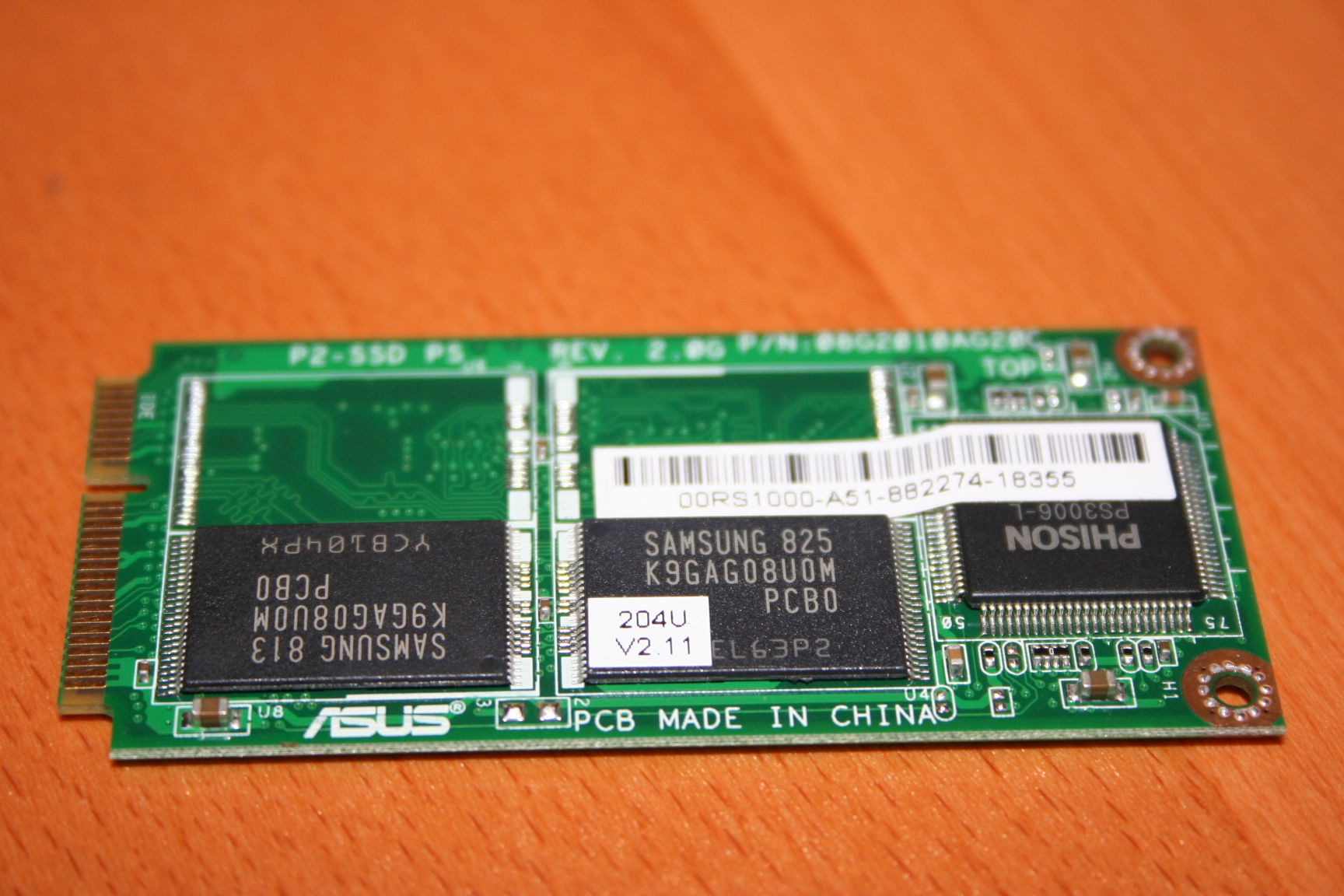
8 GB SSD als Mini-PCI-Express-Steckkarte für den Eee-PC 901

Für den Fernsehempfang hat Asus den DVB-T-Tuner MyCinema U3000 Mini entwickelt. Des Weiteren wurden Zusatzgeräte (z. B. bessere Lautsprecher) auf den Markt gebracht.